# Diplazium lobbianum
Diplazium lobbianum är en majbräkenväxtart som beskrevs av Thomas Moore.
Diplazium lobbianum ingår i släktet Diplazium och familjen Athyriaceae. Inga underarter finns listade i Catalogue of Life.